# Amager Hospital
Amager Hospital (tidligere Sundby Hospital) er et hospital beliggende på Amager i København, der drives af Region Hovedstaden. Hospitalet har et årligt budget på 608,7 mio. kr. og beskæftiger 700 medarbejdere. Årligt behandles 46.236 patienter ambulant, mens 16.416 indlægges.. Hospitalet dækker hele Amager, dvs. dele af Københavns Kommune samt Dragør Kommune og Tårnby Kommune.
Amager Hospital har afdelinger indenfor anæstesiologi, kun dele af døgnet og er en udefunktion under Hvidovre Hospital, klinisk biokemi, intern medicin, ortopædkirurgi, kun planlagte operationer i kontortid, radiologi, urologi, kun ambulante kontroller samt skadestue, som udmærker sig ved fastansatte speciallæger. Der er desuden en psykiatrisk afdeling, der drives af Region Hovedstadens Psykiatri.
Hospitalet blev i sin nuværende form dannet 1. april 1997 ved en sammenlægning af Sankt Elisabeths Hospital, der blev drevet af Københavns Amt og det daværende Sundby Hospital, der blev drevet af Hovedstadens Sygehusfællesskab. Amager Hospital blev derfor frem til strukturreformen i 2007 drevet af både Hovedstadens Sygehusfællesskab og Københavns Amt. Siden har hospitalet hørt under Region Hovedstaden.
Det på Amager opstillede folketingsmedlem Peter Hummelgaard førte i 2019 valgkamp på at bevare hospitalet, selv om ingen har ytret, at det skal lukkes.

## Historie
Hospitalet er opført i 1894 af Tårnby Kommune som Forsørgelsesanstalten på Kastrupvej eller Sundby Forsørgelsesanstalt, hvilket svarede til en fattiggård. I 1896 blev Sundbyerne udskilt fra Tårnby som en selvstændig kommune. Mens stedet i nogle år både fungerede som sygehus og forsørgelsesanstalt, blev det med Sundbyernes indlemmelse i København et egentligt hospital og fik derfor navnet Sundby Hospital. Det var det første nye hospital, som København åbnede.
Den ældste del af bygningerne er opført for en gave af fabrikant L.P. Holmblad. Fra begyndelsen havde hospitalet plads til 67 sengeliggende patienter. Der var frem til 1911 tilknyttet et børnehjem til hospitalet.
Sundby Hospital behandlede i de tidlige år særligt patienter inden for almen medicin og lettere kirurgi, men det fungerede også som såkaldt poliklink, hvor fattige gratis kunne få lægehjælp. Fra 1907 blev hospitalet rent kirurgisk, men efter udvidelser i 1913, 1918 og 1929-1930 rummede hospitalet efterhånden også børneafdeling, øreafdeling, røntgenklinik samt en bade- og massageklinik. Endnu en udvidelse gennemførtes i 1960'erne, hvor røntgenklinikken fik en ny bygning, ligesom der blev etableret en ny bygning til centrallaboratoriet. I 1966 kom en anæstesiologisk afdeling til, mens poliknlikken blev nedlagt i 1970.
I 1995 overgik driften af hospitalet fra Københavns Kommune til Hovedstadens Sygehusfællesskab.

## Ekstern henvisning
- Amager Hospitals officielle hjemmeside

|  | Denne artikel om en bygning eller et bygningsværk kan blive bedre, hvis der indsættes et (bedre) billede. Du kan hjælpe ved at afsøge Wikimedia Commons for et passende billede eller lægge et op på Wikimedia Commons med en af de tilladte licenser og indsætte det i artiklen. |